# オリベイロ・ヘスス・アルバレス・ゴンサレス
オリ（Oli）ことオリベイロ・ヘスス・アルバレス・ゴンサレス（Oliverio Jesús Álvarez González、1972年4月2日 - ）は、スペイン・アストゥリアス州オビエド出身の元サッカー選手、現サッカー指導者。ポジションはFW。元スペイン代表。

## 選手経歴

### クラブ
アストゥリアス州のオビエドに生まれ、地元クラブのレアル・オビエドでキャリアをスタートさせた。1993年1月10日、アルバセテ・バロンピエとの試合でラ・リーガデビューを果たした。1993-94シーズンから1996-97シーズンにかけてオビエドはラ・リーガに所属しており、その期間でオリは40ゴールを106試合に出場して記録した。そのうち半分の20ゴールはラストシーズンの1996-97シーズンに挙げたものである。20ゴールを挙げたシーズン終了後、レアル・ベティスと6年契約を結んだ。ベティスでの1シーズン目は9ゴールを決めた。
1999-00シーズン、極度の不調に陥り、リーグ戦でたった1得点しか記録できなかった。ベティスもリーグ戦で勝ちきれない試合が多く、セグンダ・ディビシオンに降格した。オフシーズンにベティスを退団し、古巣レアル・オビエドに帰還した。オビエドでは加入直後からレギュラーに定着し、15ゴールを挙げたものの、クラブはベティス時代と同様にセグンダへと降格をしてしまった。
2003年にセグンダ・ディビシオンのカディスCFに加入し、2シーズン目には40試合に出場して10ゴールを挙げ、プリメーラ昇格とリーグ得点ランキング2位を経験した。2005-06シーズン終了後、自信3度目となるクラブのセグンダ降格を味わい、34歳で選手キャリアから引退した。

### 代表
1997年9月24日、スロバキア代表との1998 FIFAワールドカップ予選でスペイン代表デビューを果たし、10月11日のフェロー諸島代表戦で代表初得点を決めた。

#### 代表得点
| #  | 日付           | 会場                             | 対戦国       | 得点 | 結果 | 大会                        |
| -- | -------------- | -------------------------------- | ------------ | ---- | ---- | --------------------------- |
| 1. | 1997年10月11日 | エル・モノリン, ヒホン, スペイン | フェロー諸島 | 2–0  | 3–1  | 1998 FIFAワールドカップ予選 |

## 指導者経歴
2006年に監督としてキャリアをスタートしたオリは、古巣カディスCFで初めての監督に就任したが、クラブをラ・リーガ昇格へと導けず、わずか4ヶ月で解任された。 2007年9月には、セグンダ・ディビシオンBのUDマルベジャの監督に抜擢された。
その後の2シーズン、オリはセグンダBに所属していたエシハ・バロンピエとベティスBの監督を務めた。2017年5月23日、数年間の活動休止後、1年契約でテルセーラ・ディビシオンのマリノ・デ・ルアンコの監督に起用された。 2019年夏、昇格プレーオフで1失点もせずにセグンダ・ディビシオンB昇格を果たした後、新契約に合意したが、2021年1月に自身の指導に限界を感じ、辞任している。

## タイトル

### クラブ
カディスCF
- セグンダ・ディビシオン : 1回 (2004-05)